# Lin Yanfen
Detta är ett kinesiskt namn; familjenamnet är Lin.
Lin Yanfen, född den 4 januari 1971, är en kinesisk idrottare som tog brons i badminton tillsammans med Yao Fen vid olympiska sommarspelen 1992.